# Eva de Vitray-Meyerovitch
 (juillet 2024).
Eva de Vitray-Meyerovitch (5 novembre 1909 - 24 juillet 1999) est une docteur en islamologie, chercheuse au CNRS dont elle dirigea le service des sciences humaines, traductrice et écrivaine française, et publia au total une quarantaine d’ouvrages et de nombreux articles.
Musulmane soufie, elle fut disciple du maître soufi Sidi Hamza al Qâdiri al Boutchichi.

## Biographie
Née le 5 novembre 1909 à Boulogne-Billancourt, dans un environnement cossu de l'agglomération parisienne, Eva Lamacque de Vitray est issue d'un milieu social privilégié. Elle a suivi sa scolarité dans des établissements catholiques et opta pour une licence de droit, avant d'entamer un doctorat de philosophie avec pour sujet La symbolique chez Platon.
À l'âge de 22 ans, elle épouse Lazare Meyerovitch, d'origine juive lettone. Elle devient administratrice au laboratoire de Frédéric Joliot-Curie, avec qui elle s'échappe de Paris en 1940 lors de l'occupation allemande. Elle reste retirée en Corrèze pendant la guerre alors que son mari fait partie des Forces françaises libres.
Après la Libération, elle entre au CNRS où elle devient rapidement directrice du service « Sciences humaines » et gagne sa vie grâce à des traductions. Elle fait la connaissance de Louis Massignon, avec qui elle restera très liée et qui la soutiendra lors de la mort brutale de son mari, en 1958.
Elle découvre l'islam à travers le livre du penseur et poète Muhammad Iqbal: Reconstruire la pensée religieuse de l'islam. Après trois années d'exégèse chrétienne à la Sorbonne, elle choisit de devenir musulmane. Elle s'intéresse de très près à l'œuvre du poète persan Jalâl ud Dîn Rûmî (1207-1273) qui va la sensibiliser à la dimension mystique de l'islam, le soufisme. Par la suite, elle se lance dans l'apprentissage du persan et publie peu après ses premières traductions de Muhammad Iqbal et de Jalâl ud Dîn Rûmî.
En 1968, elle soutient sa thèse de doctorat à l'Université de Paris avec comme sujet : Thèmes mystiques dans l'œuvre de Jalâl ud Dîn Rûmî. De 1969 à 1973, elle est détachée au Caire en tant qu’enseignante à l'université al Azhar. En 1971, elle effectue le pèlerinage à La Mecque et visite également Médine.
Depuis 1972 et jusqu'à sa mort, elle publie régulièrement des traductions commentées de Rûmi ainsi que des ouvrages en tant qu'auteur sur l'islam, le soufisme et les derviches tourneurs. En 1990, elle publie la traduction de Mathnawi de Rûmi, une œuvre colossale de 50 000 vers et 1 700 pages qui est traduite pour la première fois en français.
Parallèlement à son parcours d'intellectuelle, elle poursuit une quête personnelle qui la conduit à rencontrer de nombreuses personnalités engagés dans le soufisme comme Amadou Hampâté Bâ, Najm Oud Din Bammate, Khaled Bentounès ou Faouzi Skali. C'est par l'intermédiaire de ce dernier qu'elle rencontre, en 1985 au Maroc, un guide spirituel soufi vivant, Sidi Hamza al Qâdiri al Boutchichi, dont elle suivra l'enseignement jusqu'à sa mort. Elle est également très active en tant que conférencière pour exposer ses connaissances en France et à l'étranger sur Jalâl ud Dîn Rûmî, l'islam et le soufisme. Elle enregistre plusieurs émissions pour France Culture et pour la télévision. En 1998, au cours de sa dernière conférence en Turquie, elle émet le souhait d’être enterrée à Konya.
Elle meurt le 24 juillet 1999, dans son appartement de la rue Claude-Bernard à Paris. Elle est inhumée dans la plus stricte intimité à Thiais, en région parisienne. À partir de 2003, des démarches sont effectuées pour transférer sa dépouille à Konya et aboutissent en 2008.
Le 17 décembre 2008, une cérémonie officielle accompagne la mise en terre du cercueil d’Eva de Vitray-Meyerovitch à Konya, face au mausolée de Jalâl ud Dîn Rûmî.

## Citations
« J’ai essayé de faire connaître ce que je crois être le vrai visage de l’islam. Les principes de l’islam font appel à l’amour, à la tendresse et à l’universalisme. Être musulman ou être musulmane, c’est s’en remettre dans la paix à un Absolu, tout en récusant l’indépendance de ce qui est relatif par rapport à cet Absolu. »

— Pierre Assouline, Les nouveaux convertis, Folio, 1992

« J’ai consacré ma vie au grand poète soufi Rûmi car j’ai trouvé que son message était d’une grande actualité : c’est un message d’amour avec une puissante dimension fraternelle et œcuménique. »

— Eva de Vitray-Meyerovitch, Islam, l'autre visage, Albin Michel, 1995